# Carlos Vinícius
Carlos Vinícius Alves Morais (Río de Janeiro, estado de Río de Janeiro, 25 de marzo de 1995) es un futbolista brasileño. Juega de delantero y su equipo es el Grêmio del Campeonato Brasileño de Serie A.

## Trayectoria
Se formó en las categorías inferiores de Santos F. C. y S. E. Palmeiras. Tras pasar por los clubes brasileños Caldense y Anápolis, en 2017 fue cedido al Real S. C. de Queluz de la Segunda División de Portugal.
Debutó en el club realista el 29 de julio, en la segunda ronda de la Copa de la Liga de Portugal, ante C. F. Os Belenenses, marcando el gol del 1 a 0 que le dio la victoria a su equipo. Su debut en la Segunda Liga se produjo el 6 de agosto siguiente, con un triplete contra el Leixões S. C. Concluyó la temporada con un total de 38 partidos, 20 goles y 5 asistencias.
El 1 de julio de 2018 fichó por la S. S. C. Napoli italiana, que lo cedió al Rio Ave F. C. de la Primeira Liga portuguesa y, el 30 de enero de 2019, al A. S. Mónaco F. C. de la Ligue 1 francesa.
El 20 de julio de 2019 el S. L. Benfica hizo oficial su fichaje por cinco temporadas tras pagar 17 millones de euros a la S. S. C. Napoli. Tras una temporada en el conjunto lisboeta, el 2 de octubre de 2020 fue cedido al Tottenham Hotspur F. C. a cambio de 3 millones de euros con una opción de compra de 45 millones. Esta no se ejecutó y el 31 de agosto de 2021 se marchó al PSV Eindhoven que también se guardaba una opción de compra. Un año después abandonó el conjunto lisboeta tras ser traspasado al Fulham F. C.
El 2 de febrero de 2024 fue cedido al Galatasaray S. K. hasta el final de la temporada. La siguiente volvió a Londres y dejó el club, con el que marcó ocho goles en 52 partidos, al expirar su contrato al término de la campaña 2024-25.
El 23 de julio de 2025 se confirmó su vuelta a Brasil para jugar en Grêmio hasta diciembre de 2026.

## Clubes
| Club                             | País         | Año       |
| -------------------------------- | ------------ | --------- |
| A. A. Caldense                   | Brasil       | 2016-2017 |
| G. E. Anápolis                   | Brasil       | 2017-2018 |
| Real S. C. (cedido)              | Portugal     | 2017-2018 |
| S. S. C. Napoli                  | Italia       | 2018-2019 |
| Rio Ave F. C. (cedido)           | Portugal     | 2018-2019 |
| A. S. Monaco (cedido)            | Francia      | 2019      |
| S. L. Benfica                    | Portugal     | 2019-2022 |
| Tottenham Hotspur F. C. (cedido) | Inglaterra   | 2020-2021 |
| PSV Eindhoven (cedido)           | Países Bajos | 2021-2022 |
| Fulham F. C.                     | Inglaterra   | 2022-2025 |
| Galatasaray S. K. (cedido)       | Turquía      | 2024      |
| Grêmio                           | Brasil       | 2025-     |

## Palmarés

### Títulos nacionales
| Título                        | Club              | País         | Año  |
| ----------------------------- | ----------------- | ------------ | ---- |
| Supercopa de Portugal         | S. L. Benfica     | Portugal     | 2019 |
| Copa de los Países Bajos      | PSV Eindhoven     | Países Bajos | 2022 |
| Supercopa de los Países Bajos | PSV Eindhoven     | Países Bajos | 2022 |
| Supercopa de Turquía          | Galatasaray S. K. | Turquía      | 2023 |
| Superliga de Turquía          | Galatasaray S. K. | Turquía      | 2024 |